# جيسي كارلسون
جيسي كارلسون (بالإنجليزية: Jesse Carlson)‏ هو لاعب كرة قاعدة أمريكي، ولد في 31 ديسمبر 1980 في نيو بريتن في الولايات المتحدة.

## وصلات خارجية
- جيسي كارلسون على موقع دوري كرة القاعدة الرئيسي (الإنجليزية)
- جيسي كارلسون على موقعبيزبول رفرنس.كوم (الدوري الرئيسي) (الإنجليزية)
- جيسي كارلسون على موقعبيزبول رفرنس.كوم (الدوري الثانوي) (الإنجليزية)
- جيسي كارلسون على موقع إي إس بي إن.كوم (أم.أل.بي) (الإنجليزية)
- جيسي كارلسون على موقع مشجعي الرسوم البيانية (الإنجليزية)